# Crassispira flavocarinata
Crassispira flavocarinata é uma espécie de gastrópode do gênero Crassispira, pertencente à família Pseudomelatomidae.